# Акушерство и гинекология
«Акушерство и гинекология» — щомісячний радянський (нині російський) науковий медичний журнал. Був заснований у 1922 році. Виник у результаті злиття журналів «Гинекология и акушерство» та «Журнал акушерства и женских болезней». Висвітлював наукові досягнення в галузі акушерства та гінекології.
Був офіційним органом МОЗ СРСР.

## Історія
У 1922 році за ініціативи московського професора-гінеколога Олександра Губарєва почав видаватися журнал «Гинекология и акушерство». У 1936 році у результаті злиття з «Журналом акушерства и женских болезней» отримав сучасну назву «Акушерство и гинекология».
З 2007 року головним редактором є академік РАН Геннадій Сухих.